# Bozeman
Bozeman är en stad i Gallatin County i delstaten Montana, USA med 27 509 invånare (2000). Bozeman är administrativ huvudort (county seat) i Gallatin County.